# دهستان تنکمان جنوبی
دهستان تنکمان جنوبی یکی از دهستان‌های شهرستان نظرآباد در استان البرز ایران است. این دهستان در بخش تنکمان قرار دارد و براساس سرشماری مرکز آمار ایران در سال ۱۳۹۰، جمعیت آن ۲۳۸۴ نفر (در ۶۹۶ خانوار) بوده‌است.